# World Games (Computerspiel)
World Games ist ein Sport-Computerspiel, das 1986 von der Spielefirma Epyx entwickelt und veröffentlicht wurde. Es steht in der Tradition anderer Games-Spiele desselben Herstellers wie Summer Games, Summer Games II und Winter Games.

## Inhalt
Das Spiel ist für bis zu acht Spieler ausgelegt, die unterschiedliche Nationalitäten annehmen können. Jeder Spieler kann in acht Sportarten versuchen, den ersten Platz zu erreichen. Die zur Verfügung stehenden Sportarten sind:
- Gewichtheben (Weightlifting) in Russland
- Slalom (Slalom skiing) in Frankreich
- Baumstamm rollen (Log rolling) in Kanada
- Klippenspringen (Cliff diving) in Mexiko
- Baumstammwerfen (Caber toss) in Schottland
- Bullenreiten (Bull riding) in USA
- Fässerspringen (Barrel jumping) in Deutschland
- Sumoringen (Sumo Wrestling) in Japan

## Entwicklungs- und Veröffentlichungsgeschichte
Das Spiel wurde von Epyx ursprünglich für den Heimcomputer Commodore 64 entwickelt. Später folgten Portierungen für die Heimcomputer Apple II, Apple IIGS, Atari ST, Commodore Amiga, MSX, Schneider CPC und ZX Spectrum, für Personal Computer mit dem Betriebssystem MS-DOS sowie die Spielkonsolen Nintendo Entertainment System und Sega Master System.
Die Veröffentlichung der Heimcomputer-Versionen erfolgte in Nordamerika durch Epyx selbst und in Europa durch U.S. Gold. Spätere Wiederveröffentlichungen wurden auch durch andere Publisher durchgeführt, in Deutschland zum Beispiel von Rushware.
Epyx hatte zuvor mit den Spielen Summer Games (1984), Summer Games II (1985) und Winter Games (1985) die erfolgreiche Games-Reihe begründet, die später mit California Games (1987) und California Games II ihren Abschluss fand.

## Rezeption
Die deutsche Happy Computer notierte „originelle, sehr abwechslungsreiche Disziplinen“ und einen im Vergleich zu anderen Spielen aus Epxy’ Games-Reihe ansprechend hohen Schwierigkeitsgrad. Redakteur Heinrich Lenhardt lobte die „gute bis sehr gute“ Grafik sowie zahlreiche kleine Gags bei den Spielanimationen.